# 革命马克思主义者同盟
革命马克思主义者同盟（英語：Revolutionary Marxist League），简称革马盟，是香港的一个已不存在的托洛茨基主义政党。该党的知名成员有吴仲贤、梁国雄、梁耀忠、岑建勳、刘山青等人。
1977年10月15日，中国革命共产党统一派（即中国革命共产党少數派）、复醒社、中国国际主义工人党和原革命马克思主义者同盟合并为新的革命马克思主义者同盟，由吴仲贤、叶宁、陈平、陈肆、李炳等人组成的临时常务委员会领导。1978年9月，中国革命共产党的下属青年组织“社会主义青年社”脱离中革共，與革马盟的下属青年组织“进步学生”合併，合并后的组织仍取名为“社會主義青年社”，并接受革马盟领导。1979年，第四國際第八次世界代表大會通過決議，吸收革命馬克思主義者同盟加入，与中国革命共产党同为第四国际中国支部。该党在1979年8月因成員是否要進入工廠和一些小問題而發生分裂，内部的「反官僚集中主義派」脱党，于1980年另行组建新苗社。
革命馬克思主義者同盟在1978年“四方統一”後，建立了一个「中國組」，在中国大陆开展工作。吳仲賢於1981年3月11日前往大陸，被大陸警方拘捕。吳仲賢向大陆警方交代了情况，得以释放，由此被第四国际和革命馬克思主義者同盟开除出党。不久，劉山青到廣州开展工作，也被捕，被判處十年徒刑。
吳仲賢事件發生後，革命馬克思主義者同盟人心渙散，退出革命馬克思主義者同盟的人日漸增多，活動亦日趨沉寂。1991年，该党的组织無聲無息地瓦解了，革命馬克思主義者同盟不復存在。
该党的部分成员及支持者（如梁耀忠和梁國雄）于1988年建立四五行动。